# 女道楽
女道楽（おんなどうらく）とは、単独または複数で三味線や太鼓を使って行う演芸である。
かつては江戸でも上方でも寄席の色物として高座にかかっていたが、長らく江戸（東京）では継承者がいない状態だった。2017年に三遊亭小円歌が、初代が女道楽として活躍した立花家橘之助の名跡を襲名して二代立花家橘之助となり、初代の代名詞であった『たぬき』を高座にかけるなど、寄席芸の継承が期待されている。
上方では大正期が全盛で、その後は漫才や漫談に吸収されていった。1980年に吾妻ひな子が亡くなってからはしばらく継承者がいなかったが、囃方の内海英華が復活させ、活躍している。

## 演者
流れを汲む者も含む。
- 長唄乙女連
- 松の家連
- 〆の家連
- 山村連
- さくら連
- 藤の家連
- 小柳連
- 千代の家連
- 花月連
- 花菱連
- 宝集家金之助
- 初代立花家橘之助
- 2代目東家小満之助
- 富士松和佐之助
- 立花家歌子
- 西川たつ
- 千葉琴月
- 藤浪扇太郎
- 浜お龍
- 五條家菊二・松枝
- 吾妻ひな子
- 都家かつ江
- 滝の家鯉香
- 千家松人形・お鯉
- 立花家色奴・小奴
- 河本寿栄
- 玉川スミ
- 内海英華
- 明石寿々栄
- 柳家小菊
- 二代立花家橘之助（旧名：三遊亭小円歌）
- 檜山さくら
- 小梅美ゆ紀（旧名：春風亭美由紀）
- 檜山うめ吉
- 喜味家たまご
- 柳家小春
- 林家あずみ
- 東京ガールズ（柳家小夏・柳家小糸）
- 桂小すみ
- 藤本芝裕